# Là où vont nos pères
Là où vont nos pères (titre original The Arrival) est une bande dessinée muette de l'Australien Shaun Tan publiée en 2006 par Hodder Children's Books.
Sa version française a été publiée en 2007 par Dargaud. Cette œuvre a remporté de nombreux prix à travers le monde, dont le prix du meilleur album au Festival d'Angoulême 2008.

## Synopsis
Un père décide d'émigrer vers un endroit lui étant tout à fait étranger, et laisse derrière lui sa femme et sa fille. En fait, il n'a pas le choix. Il préférerait rester avec sa femme et sa fille. La tristesse est parfaitement bien représentée, dans la première pleine page, où règne une peine palpable. L'enfant, d'une dizaine d'années, dort encore dans sa chambre. Le temps s'est figé et chacun sait que leur destin partagé est désormais brisé car le quartier où habite la famille n'a plus de travail à offrir à sa population. La photographie, mise soigneusement dans la valise, devient une relique qui permettra, au père, de conserver le contact avec sa famille et ses racines. 
Il y découvre une culture et un environnement tout à fait différents, où règne l'exploitation des enfants, la guerre, et la mort. Après un long périple, il rencontre des personnes qui, comme lui, ont une famille.
Sa femme et sa fille finissent par le rejoindre.

## Historique
L'auteur, qui a travaillé pendant quatre ans sur cet album, s'est inspiré de vieilles photos (personnes, paysages) dont les sujets n'existent plus. L'auteur s'est documenté, entre autres, auprès du musée de l'Immigration d'Ellis Island. La référence est l'Australie de l'ouest, dont les paysages ont été façonnés par les immigrants, arrivés au cours des deux siècles précédents.
Cette immigration tient une place importante au sein de la société australienne, et au sein de l'entourage de l'auteur (famille et amis). Shaun Tan a presque toujours vécu au même endroit ; Là où vont nos pères est donc pour lui une sorte d'émigration de substitution.
Dans l'album Recherches sur un pays sans nom, l'auteur raconte la genèse de son projet.

## Style graphique
Si certains dessins sont riches (paysages, villes), la mise en forme est sobre : les cases sont structurées dans une grille de douze vignettes carrées par planche ainsi que des dessins pleine page ou double page. En réalité, chaque détail correspond à un zoom sur la planche pleine page et issu de cette dernière. Cette succession de zoom, organisés sous forme de quadrillage, finit par raconter une histoire.  
L'ensemble fait penser à un album photo, plutôt qu'à la forme classique d'une BD. Certaines images sont travaillées comme de vieilles photographies dont les bords seraient dégradés et usés. D'ailleurs, une partie des dessins sont créés depuis des images arrêtées de vidéo, tournées par l'auteur lui-même.
Shaun Tan a imaginé un « nouveau monde », dans lequel, pour lui, tout doit avoir une forme logique. Il confie à Nicolas Verstappen dans l'entretien accordé en janvier 2008, qu'il a opté pour « des répétitions de concepts et de motifs, qui peuvent se décliner sur des immeubles, des arbres, des animaux, ou dans la typologie imaginaire, afin de donner le sentiment  d'être dans un lieu bien spécifique, et régi par des lois naturelles ». Des langages iconiques apparaissent durant son voyage, lors de sa recherche d'un travail, et les univers traversés sont tirés d'un imaginaire surréaliste.  
Le travail de Tan est minimaliste, ne fonctionne qu'au crayon, en noir et blanc, et représente le réel uniquement par des valeurs, des ombres portantes et portées et des lumières. Vu de près, le dessin de Tan n'a aucune ligne, aucun trait. Tout fonctionne par contraste. Georges de La Tour n'est pas très loin. Ses univers sont très descriptifs et informe le lecteur par des détails. Ainsi, nul n'est besoin de texte. L'image, par sa force, se suffit à elle-même. 
Le choix d'un album muet s'est imposé à l'auteur, pour laisser le temps au lecteur de plonger dans les dessins, et pour qu'il puisse se faire sa propre idée de ce que pourraient contenir les phylactères : « Le dessin seul, au service d'un artiste en quête d'appartenance, plonge dans l'intimité du regard du migrant ».

## Distinctions
- 2006 :  Prix Aurealis de la meilleure nouvelle pour jeunes adultes
- 2008 :  Festival d'Angoulême 2008 : Prix du meilleur album[8] et prix du Jury œcuménique de la bande dessinée
  -  Prix du comic book de la National Cartoonists Society
  -  Prix Locus du livre d'art
- 2011 :  Prix Urhunden du meilleur album étranger

## Documentation

### Monographies
- (en) Evelyn Arizpe (dir.), Teresa Colomer (dir.) et Carmen Martinez-Roldán (dir.), Visual journeys through wordless narratives : An international inquiry with immigrant children and The arrival, Londres et New York, Bloomsbury Academic, 2014, 272 p. (ISBN 978-1-78093-637-6).
- Shan Tan (trad. de l'anglais), Recherches sur un pays sans nom : L'art de Là où vont nos pères, Paris, Dargaud, 2011, 45 p. (ISBN 978-2-205-06757-6).

### Analyses
- Thierry Groensteen, « Shaun Tan, Là où vont nos pères », dans Un art en expansion. Dix chefs-d'œuvre de la bande dessinée moderne, Les Impressions nouvelles, 2015 (ISBN 978-2-87449-300-3), p. 167-189
- Paul Gravett (dir.), « Les années 2000 : Là où vont nos pères », dans Les 1001 BD qu'il faut avoir lues dans sa vie, Flammarion, 2012 (ISBN 2081277735), p. 844.

### Articles
- Arthur Bayon, « La case BD : Là où vont nos pères ou l'hommage aux migrants d'hier et d'aujourd'hui », Le Figaro,‎ 24 mars 2018 (lire en ligne).
- Vincent Marie, « Là où vont nos pères de Shaun Tan : Enquêtes sur (en quête d’) un pays sans nom dans l’univers du neuvième art », Hommes & Migrations, no 1297 « Migrations en création »,‎ 2012, p. 78-86 (lire en ligne).
- (en) Bill Randall, « Immigrant Song », The Comics Journal, no 289,‎ avril 2008, p. 146-149.
- André-François Ruaud, « Féerie en exil », Comix Club, no 9,‎ octobre 2008, p. 60-62.
- Sébastien Floc'h, « L'émotion avant tout », dBD, no 12,‎ avril 2007, p. 15.